# アレックス・ライダー
『アレックス・ライダー』（原題：Stormbreaker、別題：Alex Rider: Operation Stormbreaker）は、2006年のイギリス、アメリカ、ドイツ合作のスパイアクション映画。アンソニー・ホロヴィッツのシリーズ小説『ストームブレイカー』（集英社刊）を原作としている。監督はジェフリー・サックス、主役のアレックス・ライダーは、500人ものオーディションから選ばれた

当時16歳のアレックス・ペティファーが演じ、激しいアクションにも挑戦した。スタント・コーディネーターはリー・シェワード。香港のアクション俳優でアクション監督でもあるドニー・イェンが一部アクションの振り付けを担当している。

## ストーリー
幼い頃両親を亡くしたアレックス・ライダー（アレックス・ペティファー）は銀行員の叔父イアン・ライダー（ユアン・マクレガー）と、家政婦のジャック（アリシア・シルヴァーストーン）とともに暮らす14歳の少年。ある日、叔父が不慮の事故死を遂げ、その死に疑問を抱いたアレックスは彼の周辺を探り自分を育ててくれた叔父が実は英国諜報部員であったことを知ることになる。
秘密情報部に乗りこんだ彼に、上司だった人物は叔父が過去アレックスに教えてきた数カ国の語学や射撃、武道、スカイ・ダイビングやスキューバ・ダイビングなどすべて実はスパイに必要なレッスンだったのだと告げ、彼をMI6にスカウトする。
大人に交じって訓練を受けスパイ道具を受け取り、最年少のエージェントに任命されたアレックスは、イギリス中の学校へ次世代パソコン“ストームブレイカー”の寄付を申し出た一大IT企業CEOダリアル・セイル（ミッキー・ローク）を調査するという任務を叔父から引き継ぎ、セイルの会社で行われたコンピューターコンテストの優勝者になりすまし工場に潜入。そこでセイルが、大規模なウイルス・テロを目論んでいて、ロンドンで行われる寄贈式で首相の押す起動ボタンがウイルスの拡散装置であることを突き止める。しかし、セイルに正体を見破られ捉えられたアレックスと家で待つ家政婦ジャックに迫る危機。スパイ道具を操りその場を脱出したアレックスは、クラスメイトサビーナ（サラ・ボルジャー）の助けを借りながら式典の舞台となるロンドンの科学博物館へと向かうのだった。

## キャスト
※（）は日本語吹き替え
- アレックス・ライダー（英語版） - アレックス・ペティファー（浪川大輔）
- ジャック・スターブライト - アリシア・シルヴァーストーン（山田里奈）
- ダリアス・セイル - ミッキー・ローク（大塚芳忠）
- ジョーンズ夫人 - ソフィー・オコネドー（加藤優子）
- アラン・ブラント - ビル・ナイ（納谷六朗）
- ヤッセン・グレゴヴィッチ - ダミアン・ルイス（古澤徹）
- サビーナ・プレジャー - サラ・ボルジャー（宇乃音亜季）
- ナディア・ヴォール - ミッシー・パイル（雨蘭咲木子）
- イアン・ライダー - ユアン・マクレガー（森川智之）

## 評価
レビュー・アグリゲーターのRotten Tomatoesでは69件のレビューで支持率は35%、平均点は4.80/10となった。Metacriticでは20件のレビューを基に加重平均値が42/100となった。